# Élections législatives de 1962 en Haute-Savoie
Les élections législatives françaises de 1962 se déroulent les 18 et 25 novembre 1962. Dans le département de la Haute-Savoie, trois députés sont à élire dans le cadre de trois circonscriptions.

## Élus
| Circonscription | Député sortant  | Parti | Parti | Député élu ou réélu | Parti | Parti |
| --------------- | --------------- | ----- | ----- | ------------------- | ----- | ----- |
| 1re             | Charles Bosson  |       | MRP   | Charles Bosson      |       | MRP   |
| 2e              | Georges Pianta  |       | CNIP  | Georges Pianta      |       | RI    |
| 3e              | Joseph Philippe |       | MRP   | Joseph Philippe     |       | MRP   |

## Résultats

### Résultats à l'échelle du département
| Parti          | Parti                                          | Premier tour | Premier tour | Second tour | Second tour | Sièges |
| Parti          | Parti                                          | Voix         | %            | Voix        | %           | Sièges |
| -------------- | ---------------------------------------------- | ------------ | ------------ | ----------- | ----------- | ------ |
|                | Mouvement républicain populaire                | 51 602       | 47,88        | 21 335      | 54,41       | 2      |
|                | Centre démocratique                            | 51 602       | 47,88        | 21 335      | 54,41       | 2      |
|                |                                                |              |              |             |             |        |
|                | Républicains indépendants                      | 16 820       | 15,61        |             |             | 1      |
|                | Union pour la nouvelle République (UDT)        | 13 417       | 12,45        | 17 880      | 45,59       | 0      |
|                | Majorité présidentielle                        | 30 237       | 28,05        | 17 880      | 45,59       | 1      |
|                |                                                |              |              |             |             |        |
|                | Parti communiste français                      | 18 777       | 17,42        | Retrait     | Retrait     | 0      |
|                | Section française de l'Internationale ouvrière | 7 165        | 6,65         |             |             | 0      |
|                |                                                |              |              |             |             |        |
| Inscrits       | Inscrits                                       | 188 096      | 100,00       | 63 092      | 100,00      | 3      |
| Abstentions    | Abstentions                                    | 73 179       | 38,91        | 22 054      | 34,96       |        |
| Votants        | Votants                                        | 114 917      | 61,09        | 41 038      | 65,04       |        |
| Blancs et nuls | Blancs et nuls                                 | 7 136        | 6,21         | 1 823       | 4,44        |        |
| Exprimés       | Exprimés                                       | 107 781      | 93,79        | 39 215      | 95,56       |        |

### Résultats par circonscription

#### Première circonscription (Annecy)
|                | Charles Bosson sortant réélu | MRP            | 30 406 | 72,25  |  |  |  |
|                | Émile Valla                  | PCF            | 6 687  | 15,89  |  |  |  |
|                | Aimé Grillon                 | SFIO           | 4 989  | 11,86  |  |  |  |
|                |                              |                |        |        |  |  |  |
| Inscrits       | Inscrits                     | Inscrits       | 77 854 | 100,00 |  |  |  |
| Abstentions    | Abstentions                  | Abstentions    | 31 060 | 39,9   |  |  |  |
| Votants        | Votants                      | Votants        | 46 794 | 60,1   |  |  |  |
| Blancs et nuls | Blancs et nuls               | Blancs et nuls | 4 712  | 10,07  |  |  |  |
| Exprimés       | Exprimés                     | Exprimés       | 42 082 | 89,93  |  |  |  |

#### Deuxième circonscription (Thonon-les-Bains)
|                | Georges Pianta sortant réélu | RI             | 16 820 | 57,55  |  |  |  |
|                | Joseph Ticon                 | MRP            | 5 664  | 19,38  |  |  |  |
|                | Bernard Néplaz               | PCF            | 4 569  | 15,63  |  |  |  |
|                | Georges Léger                | SFIO           | 2 176  | 7,44   |  |  |  |
|                |                              |                |        |        |  |  |  |
| Inscrits       | Inscrits                     | Inscrits       | 47 130 | 100,00 |  |  |  |
| Abstentions    | Abstentions                  | Abstentions    | 16 943 | 35,95  |  |  |  |
| Votants        | Votants                      | Votants        | 30 187 | 64,05  |  |  |  |
| Blancs et nuls | Blancs et nuls               | Blancs et nuls | 958    | 3,17   |  |  |  |
| Exprimés       | Exprimés                     | Exprimés       | 29 229 | 96,83  |  |  |  |

#### Troisième circonscription (Bonneville)
| Candidat       | Candidat                      | Parti          | Premier tour | Premier tour | Second tour | Second tour |  |
| Candidat       | Candidat                      | Parti          | Voix         | %            | Voix        | %           |  |
| -------------- | ----------------------------- | -------------- | ------------ | ------------ | ----------- | ----------- |  |
|                | Joseph Philippe sortant réélu | MRP            | 15 532       | 42,59        | 21 335      | 54,41       |  |
|                | Louis Rouxel                  | UNR-UDT        | 13 417       | 36,79        | 17 880      | 45,59       |  |
|                | Robert Amoudruz               | PCF            | 7 521        | 20,62        | Retrait     | Retrait     |  |
|                |                               |                |              |              |             |             |  |
| Inscrits       | Inscrits                      | Inscrits       | 63 112       | 100,00       | 63 092      | 100,00      |  |
| Abstentions    | Abstentions                   | Abstentions    | 25 176       | 39,89        | 22 054      | 34,96       |  |
| Votants        | Votants                       | Votants        | 37 936       | 60,11        | 41 038      | 65,04       |  |
| Blancs et nuls | Blancs et nuls                | Blancs et nuls | 1 466        | 3,86         | 1 823       | 4,44        |  |
| Exprimés       | Exprimés                      | Exprimés       | 36 470       | 96,14        | 39 215      | 95,56       |  |